# Matija Frigan
Matija Frigan (Rijeka, 11 februari 2003) is een Kroatisch voetballer die sinds 2025 uitkomt voor Parma Calcio 1913.

## Clubcarrière
Frigan maakte op 26 november 2020 zijn officiële debuut in het eerste elftal van HNK Rijeka: in de Europa League-groepwedstrijd tegen SSC Napoli (2-0-verlies) liet trainer Simon Rožman hem in de 87e minuut invallen voor Franko Andrijašević. In het seizoen 2021/22 leende Rijeka hem uit aan HNK Orijent en NK Hrvatski Dragovoljac Zagreb, waarvoor hij respectievelijk vier goals in de 2. HNL en drie goals in de 1. HNL scoorde. In het seizoen 2022/23 was hij bij HNK Rijeka in alle competities goed voor vijftien doelpunten in 31 officiële wedstrijden. Met veertien competitiedoelpunten werd hij tweede in de topschuttersstand, na Marko Livaja van HNK Hajduk Split.
In juli 2023 ondertekende Frigan een vijfjarig contract bij de Belgische eersteklasser KVC Westerlo, die meer dan vijf miljoen euro voor hem betaalde en zo zijn eigen transferrecord verpulverde. Op de openingsspeeldag van de Jupiler Pro League liet trainer Jonas De Roeck hem invallen tegen KAS Eupen, een week later versierde hij zijn eerste basisplaats bij Westerlo. Op 26 augustus 2023 opende Frigan zijn doelpuntenrekening voor Westerlo: op de vijfde competitiespeeldag scoorde hij in de 2-3-nederlaag tegen KV Mechelen. Frigan sloot zijn debuutseizoen bij Westerlo af met vijf goals. In zijn tweede seizoen trof hij in alle competities samen veertienmaal raak.
Frigan begon ook het seizoen 2025/26 bij Westerlo – op de openingsspeeldag van de Jupiler Pro League scoorde hij tegen RSC Anderlecht –, maar in augustus 2025 ondertekende de Kroaat een vijfjarig contract bij de Italiaanse eersteklasser Parma Calcio 1913. Op 17 augustus 2025 maakte hij zijn officiële debuut voor de club: in de bekerwedstrijd tegen Pescara (2-0-zege) liet trainer Carlos Cuesta hem in de 79e minuut invallen voor Pontus Almqvist. Twee dagen later scheurde Frigan op training de voorste kruisband van zijn linkerknie, waardoor hij meteen maanden buiten strijd was.

## Interlandcarrière
Frigan nam in 2023 met Kroatië –21 deel aan het EK onder 21 in Georgië en Roemenië. Frigan mocht er starten in de groepswedstrijden tegen Oekraïne (2-0-nederlaag), Spanje (1-0-nederlaag) en Roemenië (0-0-gelijkspel). In augustus 2023 riep bondscoach Zlatko Dalić hem op voor de EK-kwalificatiewedstrijden tegen Letland en Armenië, maar hierin kwam Frigan niet in actie.